# 納内町
納内町（おさむないちょう）は、北海道深川市の町名。

## 地名の由来
町名は、アイヌ語の「オサナンゲプ」が由来とされる。アイヌ語の意味としては、「川尻にて・葭を・刈る・ところ」という説がある。
1891年（明治24年）の北海道植民地撰定報文で「オサナンゲプ原野」と定義され、1899年（明治32年）の北海道庁告示による字名改称で「納内」となった。

## 世帯数と人口
人口は、2013年10月の時点で1922人、世帯数は996世帯となっている。また、世代別の人口は、0 - 14歳は122人、15 - 64歳は935人、65歳以上は865人となっている。

## 学校
- 深川市立納内小学校
- クラーク記念国際高等学校北海道本校
- 納内保育園

## 施設
- 深川市納内支所 - JR納内駅や多目的ホールとの複合施設。
- 深川市納内コミュニティーセンター
- 深川市納内時計台プラザ
- 納内開拓記念公園
- 納内りんご之碑
- 納内神社
- 北空知信用金庫 納内支店
- 深川警察署 納内駐在所
- 納内診療所

## 交通
鉄道
- 北海道旅客鉄道函館本線
  - 納内駅

路線バス
- 空知中央バス
- 北海道中央バス

道路
- 北海道道57号旭川深川線 - 地域を東西に横断する
- 北海道道916号湯内内園線 - 地域を南北に縦貫する
- 道央自動車道 - 地域東部を通過する。地域内に納内バスストップがあり高速バスが停車する。